# Geraldo Azevedo
Geraldo Azevedo, nome completo Geraldo Zevedo de Amorim (Petrolina, 11 gennaio 1945), è un cantautore e chitarrista brasiliano.

## Biografia
Nato a Petrolina (Pernambuco) l'11 gennaio 1945, cominciò ad imparare a suonare la chitarra da autodidatta e a 12 anni ne aveva gà una certa padronanza. A 18 anni si trasferisce a Recife per completare gli studi, dove conobbe alcuni artisti del gruppo Construção, importanti per il suo perfezionamento artistico (Teca Calazans, Naná Vasconcelos, Marcelo Melo e Toinho Alves).
NEl 1967 si trasferì a Rio de Janeiro, dove fece coppia con la cantante Eliana Pittman e fondò il gruppo Quarteto Livre. Nel 1968 Eliana Pittman ha inciso Aquela rosa, scritta da Azevedo.
All'inizio degli anni settanta, fece invece coppia artistica con Alceu Valença e incise i brani 78 rotações e Planetário.

## Discografia
- 1972 - Alceu Valença e Geraldo Azevedo - Quadrafônico - Copacabana LP/CD
- 1977 - Geraldo Azevedo - Som Livre LP/CD
- 1979 - Bicho-de-sete-cabeças - Epic/CBS LP/CD
- 1981 - Inclinações musicais - Ariola LP/CD
- 1982 - For all para todos - Ariola LP/CD
- 1983 - Tempo tempero - Barclay/Ariola LP/CD
- 1984 - Cantoria I - Kuarup LP/CD
- 1985 - A luz do solo - Barclay/Polygram LP/CD
- 1986 - De outra maneira - Echo/RCA LP/CD
- 1988 - Cantoria II - Kuarup LP/CD
- 1988 - Eterno presente - RCA LP
- 1989 - Bossa tropical - RCA LP/CD
- 1991 - Berekekê - Geração LP/CD
- 1994 - Ao vivo comigo - Geração/BMG Ariola LP/CD (disco de ouro)
- 1996 - Futuramérica - BMG LP/CD
- 1996 - O grande encontro 1 - BMG CD (triplo disco di platino)
- 1997 - O grande encontro 2 - BMG CD (disco d'oro)
- 1998 - Raízes e frutos - BMG CD
- 2000 - O grande encontro 3 - BMG CD
- 2000 - Hoje amanhã (2000) BMG CD
- 2007 - O Brasil existe em mim - Sony & BMG CD
- 2009 - Uma Geral do Azevedo - Geração CDs vol. 1 e 2 e DVD
- 2011 - Salve São Francisco - Biscoito Fino/ Geração/ Bacana/ Terra Brasilis CD e DVD
- 2011 - Assunção de Maria e Geraldo Azevedo - Biscoito Fino/ Geração/ Nossa Música CD